# 龚文怡
龚文怡，湖广（今湖北武汉市）人，清朝政治人物。
康熙三年（1664年），接替董绍邦任福建永安县知县，后由朱经接任。